# Aleksandras
Aleksandras ist ein männlicher Vorname. Er ist die litauische Variante von Alexander.

## Namensträger
- Aleksandras Agejevas (* 1949), litauischer Schachspieler und Schachspieler
- Aleksandras Algirdas Abišala (* 1955), Unternehmensberater, Politiker, Premierminister sowie Minister
- Aleksandras Ambrazevičius (*  1953), Politiker, Mitglied von Seimas
- Aleksandras Bendinskas (1920–2015), Politiker, Mitglied von Seimas
- Aleksandras Dobryninas (* 1955), Soziologe und Kriminologe, Professor
- Aleksandras Getautas (* 1976), Handballspieler und -trainer
- Aleksandras Jogailaitis (1461–1506), Großfürst von Litauen und König von Polen
- Aleksandras Macijauskas (* 1938), Fotograf
- Aleksandras Sacharukas (*  1977), Polizeikommissar, Politiker, Mitglied von Seimas
- Aleksandras Spruogis, Politiker, Vizeminister
- Aleksandras Stulginskis (1885–1969), zweiter litauischer Präsident (1920–1926)
- Aleksandras Zeltinis (* 1951), Politiker, Mitglied des Seimas
- Aleksandras Žilinskas (1885–1942), Jurist und Politiker, Justizminister

### Als Zwischenname
- Vytautas Aleksandras Cinauskas (1930–2005),  Politiker, Mitglied des Seimas